# Arquidiócesis de Đakovo-Osijek
La arquidiócesis de Đakovo-Osijek (en latín: Archidioecesis Diacoven(sis)-Osijeken(sis) y en croata: Đakovačko-osječka nadbiskupija) es una circunscripción eclesiástica latina de la Iglesia católica en Croacia, sede metropolitana de la provincia eclesiástica de Đakovo-Osijek. La arquidiócesis tiene al arzobispo Đuro Hranić como su ordinario desde el 18 de abril de 2013. 

## Territorio y organización

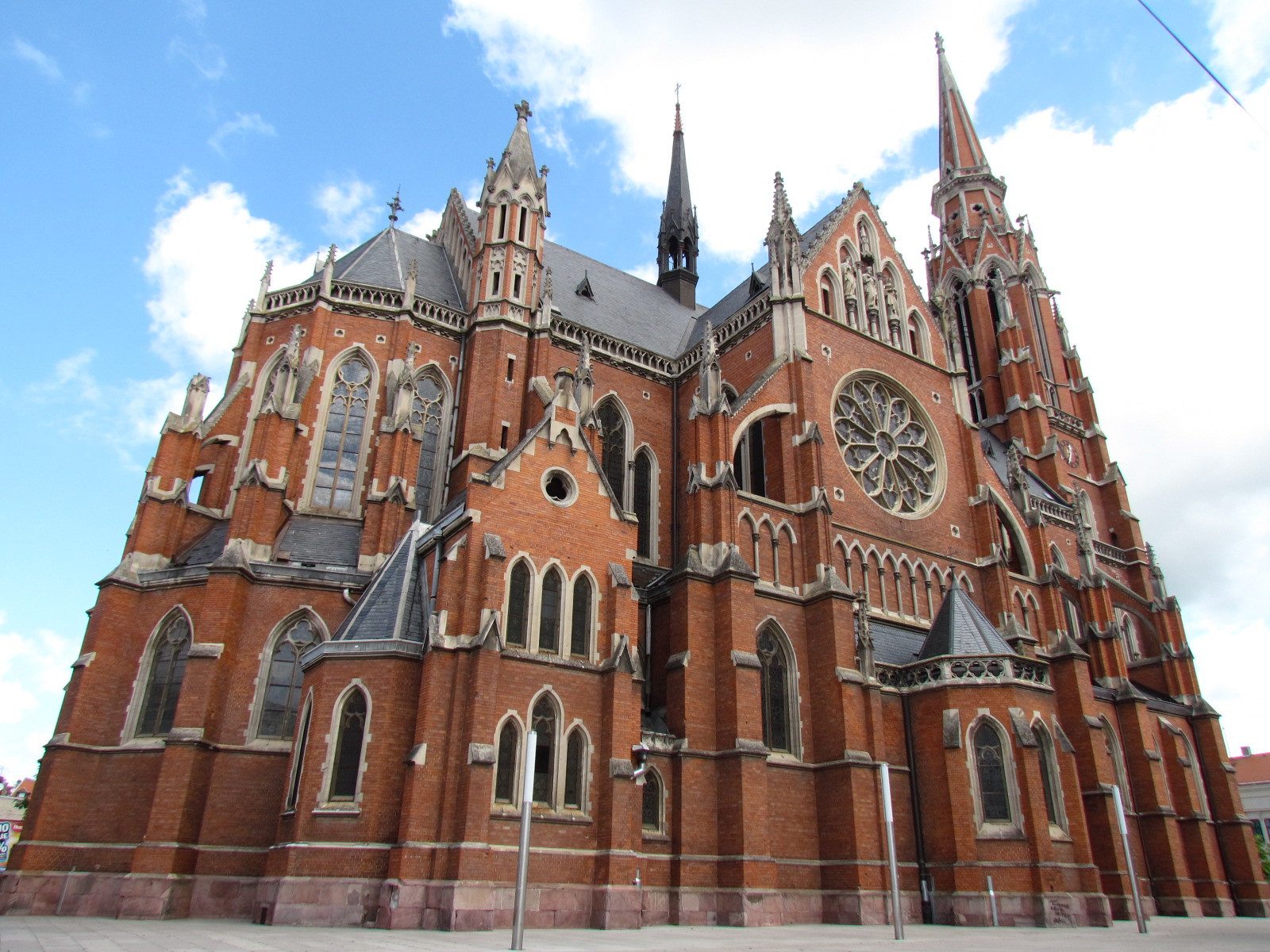
Concatedral de San Pedro y San Pablo

La arquidiócesis tiene 7752 km² y extiende su jurisdicción sobre los fieles católicos de rito latino residentes en Eslavonia.
La sede de la arquidiócesis se encuentra en la ciudad de Đakovo, en donde se halla la Catedral basílica de San Pedro. En Osijek se encuentra la Concatedral de San Pedro y San Pablo.
En 2019 en la arquidiócesis existían 153 parroquias.
La arquidiócesis tiene como sufragáneas a las diócesis de: Požega y Sirmio.

## Historia

### Diócesis de Bosnia
La diócesis de Bosnia fue erigida en el siglo XI, recogiendo la herencia de la diócesis preexistente boestoen(sis) o bistuen(sis) (diócesis de Bistue) cuyo obispo Andrija firmó las actas del Sínodo de Salona en los años 530 y 533. La sede episcopal probablemente fue Mošunj cerca de Trogir, o menos probablemente la moderna Zenica. Probablemente la antigua diócesis de Bosnia era sufragánea de Spalato.
Tras la destrucción de Sirmio (582) y Salona (614-615) a manos de los ávaros, las antiguas circunscripciones eclesiásticas fueron abandonadas y fueron restauradas en el siglo VIII, cuando estos territorios quedaron sujetos a la influencia de la sede romana.
La diócesis de Bosnia aparece en una bula del papa Clemente III, en donde figura entre las sufragáneas de la arquidiócesis de Antivari. Anteriormente apareció en listas de diócesis (taktike) que datan de los años 1060-1075. En 1120 ingresó en la provincia eclesiástica de la arquidiócesis de Ragusa. Adoptó el eslavo eclesiástico como lengua litúrgica.
Durante el siglo XIV el celo misionero de los franciscanos hizo que aumentara el número de católicos.
En 1469 el obispo Benedikt Levey trasladó la sede episcopal a Đakovo en Eslavonia, región entonces poblada por arrianos y bogomilos, tanto que el obispo tuvo que proporcionar construcciones de defensa. Allí fue enterrado el beato obispo franciscano Pellegrino de Sajonia, quien había fundado una escuela de latín, que perduró hasta la conquista otomana de la ciudad en 1537.

### Diócesis de Bosnia y Sirmio en Đakovo
El catolicismo floreció tras la expulsión de los turcos en la segunda mitad del siglo XVII. En 1690 el obispo Nikola Ogramić tomó posesión de su residencia en Đakovo y comenzó el trabajo de reconstrucción y reorganización de la diócesis. Su sucesor Đuro Patačić construyó la catedral (1708-1709) y comenzó la construcción del nuevo palacio episcopal, terminado en el siglo XIX.
Las diócesis de Bosnia y Sirmio se unieron aeque principaliter e in perpetuum el 9 de julio de 1773 con el breve Universis orbis Ecclesiis del papa Clemente XIV. Anton Mandić inauguró el seminario diocesano en 1806, mientras que Josip Juraj Strossmayer reconstruyó la catedral.
El 18 de noviembre de 1963, en virtud del decreto Per apostolicas litteras de la Congregación Consistorial, la diócesis tomó el nombre de diócesis de Đakovo o de Bosnia y Sirmio.

### Arquidiócesis de Đakovo-Osijek
El 18 de junio de 2008 se publicaron dos bulas del papa Benedicto XVI. Con la Pastorali navitati se restauró la antigua diócesis de Sirmio, separando el territorio de Sirmia, parte de Voivodina, del de Bosnia. Con la bula Ad totius dominici, la anterior diócesis de Đakovo o Bosnia fue elevada al rango de arquidiócesis metropolitana con el nuevo nombre de Đakovo-Osijek. Se le asignaron dos diócesis sufragáneas, Požega y la propia Sirmio.

## Estadísticas
De acuerdo con el Anuario Pontificio 2022 la arquidiócesis tenía a fines de 2021 un total de 443 800 fieles bautizados.
| Año                                                                             | Población            | Población | Población      | Sacerdotes | Sacerdotes    | Sacerdotes    | Bautizados por sacerdote | Diáconos permanentes | Religiosos | Religiosos | Parroquias |
| Año                                                                             | Bautizados católicos | Total     | % de católicos | Total      | Clero secular | Clero regular | Bautizados por sacerdote | Diáconos permanentes | Varones    | Mujeres    | Parroquias |
| ------------------------------------------------------------------------------- | -------------------- | --------- | -------------- | ---------- | ------------- | ------------- | ------------------------ | -------------------- | ---------- | ---------- | ---------- |
| Diócesis de Bosna y Srijem                                                      |                      |           |                |            |               |               |                          |                      |            |            |            |
| 1950                                                                            | 315 000              | 400 000   | 78.8           | 157        | 128           | 29            | 2006                     |                      | 37         | 513        | 118        |
| Diócesis de Djakovo                                                             |                      |           |                |            |               |               |                          |                      |            |            |            |
| 1970                                                                            | 500 000              | 1 000     | 50.0           | 221        | 180           | 41            | 2262                     |                      | 54         | 739        | 147        |
| 1980                                                                            | 500 000              | 1 200 000 | 41.7           | 246        | 199           | 47            | 2032                     |                      | 53         | 549        | 166        |
| 1990                                                                            | 514 000              | 1 383 000 | 37.2           | 244        | 198           | 46            | 2106                     |                      | 53         | 488        | 173        |
| 2000                                                                            | 468 134              | 1 394 720 | 33.6           | 251        | 207           | 44            | 1865                     |                      | 46         | 389        | 178        |
| 2002                                                                            | 477 428              | 1 444 293 | 33.1           | 257        | 209           | 48            | 1857                     |                      | 50         | 387        | 178        |
| 2004                                                                            | 447 910              | 1 426 818 | 31.4           | 256        | 208           | 48            | 1749                     |                      | 50         | 365        | 180        |
| 2006                                                                            | 460 310              | 1 430 620 | 32.2           | 267        | 220           | 47            | 1724                     | 1                    | 49         | 381        | 180        |
| Arquidiócesis de Ðakovo-Osijek                                                  |                      |           |                |            |               |               |                          |                      |            |            |            |
| 2013                                                                            | 546 000              | 641 000   | 85.2           | 255        | 203           | 52            | 2141                     | 1                    | 53         | 358        | 153        |
| 2016                                                                            | 461 000              | 540 400   | 85.3           | 249        | 197           | 52            | 1851                     | 1                    | 54         | 315        | 153        |
| 2019                                                                            | 450 423              | 521 984   | 86.3           | 259        | 212           | 47            | 1739                     | 1                    | 50         | 313        | 153        |
| 2021                                                                            | 443 800              | 513 500   | 86.4           | 254        | 207           | 47            | 1747                     | 1                    | 50         | 290        | 153        |
| Fuente: Catholic-Hierarchy, que a su vez toma los datos del Anuario Pontificio. |                      |           |                |            |               |               |                          |                      |            |            |            |

## Episcopologio

### Obispos de Bosnia
- Vladislav † (circa 1141)
- Milovan † (circa 1151)
- Radogost † (circa 1171)
- Dragonja † (circa 1202)
- Bratoslav † (circa 1210)
- Vladimir † (circa 1223-1233?)
- Giovanni de Wildeshausen, O.P. † (1233-1235 renunció)
- Ponsa (Povša), O.P. † (2 de abril de 1238-1271?)
- Roland, O.P. † (1272-1280)
- Andrej, O.P. † (1280-1287)
- Toma de Szentmgocs † (1287-1299)
- Nikola † (1299-28 de julio de 1309 nombrado obispo de Győr)
- Grgur, O.E.S.A. † (1308-1313 renunció)
- Guichard, O.P. † (14 de marzo de 1314-1317 renunció)
  - Benedek † (1316-1317 nombrado arzobispo de Ragusa) (administrador apostólico)
- Petar I, O.P. † (1317-8 de diciembre de 1333 falleció)
- Lorenzo Lorandi † (9 de diciembre de 1336-1347)
- Bongiovanni † (1348-28 de enero de 1349 nombrado obispo de Fermo)
- Beato Pellegrino de Sajonia, O.F.M. † (28 de enero de 1349-2 de enero de 1356 falleció)
- Péter II † (28 de febrero de 1356-23 de enero de 1376 nombrado obispo de Győr)
- Dominik, O.P. † (23 de enero de 1376-1381 falleció)
- Đuro (Juraj) † (1383-1385 depuesto)
- Ivan Lisco † (2 de enero de 1388-1408 falleció)
- Benedetto de Benedictis † (13 de agosto de 1410-1426 falleció)
- Dionysius Jackh de Kusaly † (11 de abril de 1427-23 de julio de 1427 nombrado obispo de Gran Varadino)
- Josip de Bezza † (15 de marzo de 1428-1443 falleció)
- Rafael Herczog † (18 de marzo de 1448-31 de agosto de 1450 nombrado arzobispo de Kalocsa)
- Mihael † (17 de marzo de 1451-1452)
- Fülöp Gothali † (27 de noviembre de 1452-1456 falleció)
- Pál de Chomystra † (30 de mayo de 1457-1463 falleció)
- Benedikt Levey † (5 de noviembre de 1466-1488 falleció)
- Matija de Várda † (21 de noviembre de 1488-1488 falleció)
- Stjepan Crispo † (1489-26 de febrero de 1490 nombrado obispo de Sirmio)
- Luka Baratin † (10 de enero de 1491-4 de noviembre de 1493 nombrado obispo de Csanád)
- Gabril Polgar (Polner, Polver), O.P. † (7 de abril de 1494-de mayo de 1502 nombrado obispo de Sirmio)
- Mihály Kesserith † (30 de mayo de 1502-1515 falleció)
- Donato della Torre † (1515-?)
- Juraj de Palina † (1524-29 de agosto de 1526 falleció)
- Blaž Kovačić, O.F.M. † (1530-?)
- Toma Skorojević, O.F.M. † (1540-1564)
  - Sede vacante (1564-1573)
- Antonio Poli de Matteis, O.F.M. † (26 de agosto de 1573-1588 falleció)
- Franjo Baličević, O.F.M. † (14 de noviembre de 1588-1600 renunció)
- Lajos Ujlaky † (20 de diciembre de 1600-1605 falleció)
- Ferenc Ergely † (30 de julio de 1607-1609 renunció[6])
- János Telegdy † (27 de enero de 1610-1613 nombrado obispo de Gran Varadino)
  - Támas Balasfy † (circa 1617-11 de octubre de 1621 nombrado obispo de Vác) (ilegítimo)
  - István Sennyey † (11 de octubre de 1621-6 de mayo de 1623 nombrado obispo de Vác) (ilegítimo)
  - László Deáky † (6 de mayo de 1623-?) (ilegítimo)
  - Janos Posgay † (5 de septiembre de 1628-1631) (ilegítimo)
- Ivan Tonko Mrnjavić † (10 de noviembre de 1631-1639 falleció)
- Toma Mrnjavić, O.F.M. † (3 de octubre de 1639-1645 falleció)
- Marijan Maravić, O.F.M. † (24 de julio de 1647-14 de septiembre de 1660 falleció)
  - Sede vacante (1660-1670)
- Nikola Ogramić, O.F.M. † (1 de septiembre de 1670-14 de agosto de 1700 falleció)
  - Sede vacante (1700-1702)
  - Petar Stanko Crnković † (25 de diciembre de 1702-20 de febrero de 1703 falleció) (non confermato)
- Đuro Patačić † (12 de noviembre de 1703-1 de marzo de 1716 falleció)
- Petar Bakić † (7 de diciembre de 1716-5 de julio de 1749 falleció)
- Franjo Thauzy † (1 de diciembre de 1749-24 de enero de 1752 nombrado obispo de Zagreb)
- Josip Antun Čolnić † (20 de marzo de 1752-17 de febrero de 1773 falleció)

### Obispos de Bosnia y Sirmio
- Matej Franjo Krtica † (20 de diciembre de 1773-31 de mayo de 1805 falleció)
- Anton Mandić † (26 de agosto de 1806-11 de enero de 1815 falleció)
- Emeric Karol Raffay † (22 de julio de 1816-10 de enero de 1830 falleció)
- Pál Mátyás Szutsits † (28 de marzo de 1831-13 de abril de 1834 falleció)
- Josip Kuković † (20 de septiembre de 1834-2 de diciembre de 1849 renunció)
- Josip Juraj Strossmayer † (20 de mayo de 1850-8 de mayo de 1905 falleció)
  - Sede vacante (1905-1910)
- Ivan Krapac † (24 de mayo de 1910-17 de julio de 1916 falleció)
  - Sede vacante (1916-1920)
- Antun Akšamović † (22 de abril de 1920-28 de marzo de 1942 renunció[7])
  - Sede vacante (1942-1959)
- Stjepan Bauerlein † (12 de octubre de 1959-9 de agosto de 1973 falleció)
- Ćiril Kos † (6 de febrero de 1974-6 de febrero de 1997 retirado)
- Marin Srakić (6 de febrero de 1997 por sucesión-18 de junio de 2008 nombrado arzobispo de Đakovo-Osijek)

### Arzobispos de Đakovo-Osijek
- Marin Srakić (18 de junio de 2008-18 de abril de 2013 retirado)
- Đuro Hranić, desde el 18 de abril de 2013